# Jo Groebel

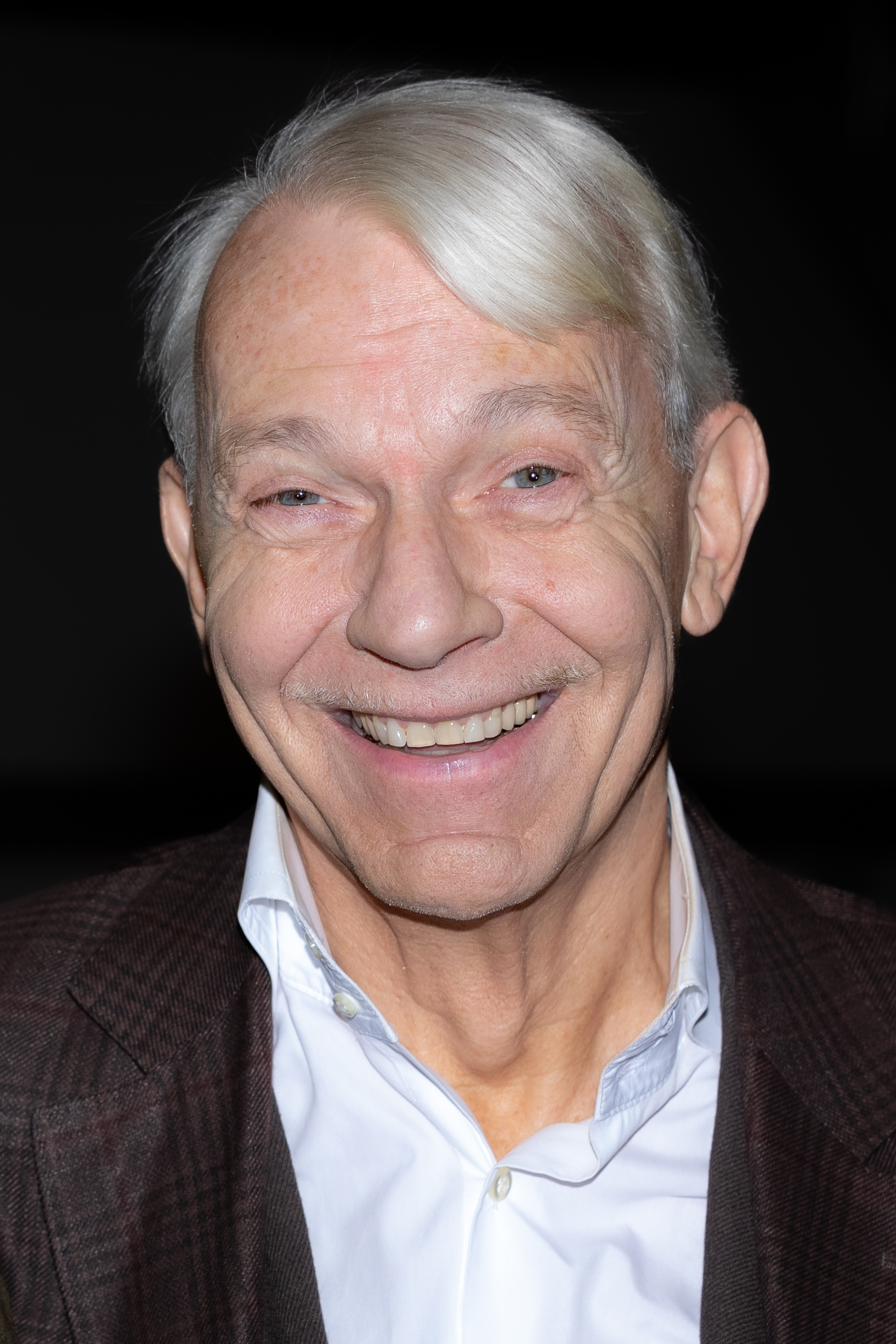
Jo Groebel, 2020

Franz-Josef „Jo“ Groebel (* 11. November 1950 in Jülich) ist ein deutscher Medienpsychologe.

## Leben
Jo Groebel gilt als einer der Begründer der modernen Medienpsychologie und der Fernsehforschung der 1980er und 1990er Jahre. Er veröffentlichte 1981 seine Dissertation Fernsehen und Angst an der Rheinisch-Westfälischen Technischen Hochschule Aachen, wo er seine erste Anstellung als wissenschaftlicher Mitarbeiter erhielt. Am Seminar für Kommunikationspsychologie und Medienpädagogik der Erziehungswissenschaftlichen Hochschule Rheinland-Pfalz in Landau war er danach im Rang eines Akademischen Oberrats beschäftigt. Er war Mitarbeiter der unter Vorsitz von Winfried Schulz für die Deutsche Forschungsgemeinschaft durchgeführten Enquete zur Lage der Medienwirkungsforschung in Deutschland und forschte insbesondere zur Wirkung von Fernsehgewalt auf Kinder. 1989 gründete er zusammen mit Peter Winterhoff-Spurk und Peter Vitouch die Zeitschrift Medienpsychologie – Zeitschrift für Individual- und Massenkommunikation und fasste im selben Jahr mit Winterhoff-Spurk unter dem Titel Empirische Medienpsychologie die für die noch junge Disziplin wichtigsten Forschungsergebnisse der 1980er Jahre in einem Herausgeberband zusammen.
Von 1995 bis 1999 war er für die niederländische Filiale der Unternehmensberatung KPMG tätig.
Von 1999 bis 2006 war er Generaldirektor des Europäischen Medieninstituts Düsseldorf/Paris (EIM). Mit dem EIM beteiligte er sich am World Internet Project, einem internationalen Forschungsprojekt zur Internet-Nutzung. Seit dem Jahr 2000 ist Groebel verstärkt mit medienpolitischen Fragen befasst. In diesem Zusammenhang entstanden mehrere Buchpublikationen, so zu den Themen Privatheit und Öffentlichkeit und Digitalisierung sowie Beratungen nationaler und internationaler Medien, Unternehmen und politischer Institutionen.

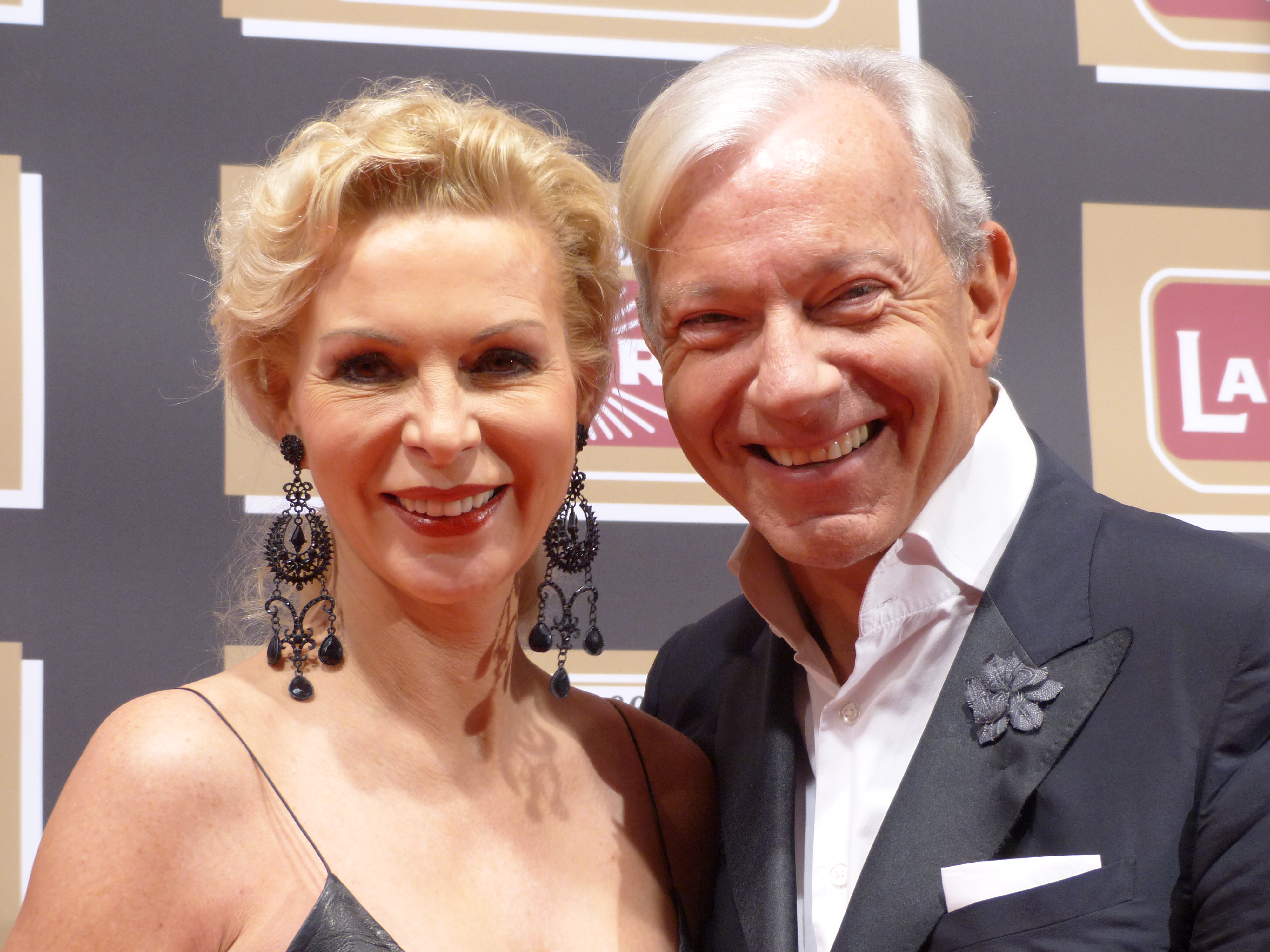
Jo Groebel mit Gattin Grit Weiss bei der Lambertz Monday Night, Februar 2016

Er ist seit 2006 Gründungsdirektor des Deutschen Digital-Instituts Berlin, dessen einziger Mitarbeiter er selbst ist.
Groebel war bis 2003 mit der deutschen Fernsehmoderatorin Heike Maurer verheiratet.

## Kontroversen
Für seine Amtsführung als Generaldirektor des EIM, das zum Jahresende 2004 sämtliche zwölf Mitarbeiter entlassen musste, während allein Groebels Dienstvertrag weiter lief, wurde er von Mitgliedern des internationalen Aufsichtsrates scharf kritisiert. Groebel selbst erklärte das Ende des seit 1991 in Düsseldorf aktiven Instituts mit der schwierigen Konjunkturlage in den Medien.
Außerdem sind Groebel von Journalisten seine häufigen öffentlichen Auftritte als prominenter Medienexperte vorgeworfen worden, der sich in den deutschen Massenmedien zu den verschiedensten Themen mit teilweise äußerst allgemeinen Stellungnahmen zitieren lasse. Medienjournalist Stefan Niggemeier kritisierte, dass „er als Professor exakt das sagt, was der Volkszorn im Affekt auch meint“. Groebel entgegnete später: „Ich mag es gern, mich im Boulevard zu äußern. Doch mein Hauptjob ist meine wissenschaftliche Arbeit.“

### Zweifel an der Unabhängigkeit
Im Dezember 2015 erschien im Magazin Stern unter dem Titel „Der Medien-Professor und seine PR-Connection“ ein kritischer Artikel über Groebel. So trete er bei verschiedenen Anlässen als „Direktor des Deutschen Digital Instituts (DDI)“ auf. Nach Recherchen des Stern komme der Verdacht auf, dass es sich bei diesem Institut um ein „verdecktes Anhängsel der Berliner PR- und Lobby-Agentur WMP Eurocom“ handelt. So ist die Agentur Inhaber der Website-Domain des DDI und die Büroadresse ist bei beiden gleich. In einem Telefonverzeichnis der WMP wird das DDI in einer Reihe mit den eigenen Tochterfirmen der WMP mit Groebel als einzigem Mitarbeiter aufgeführt. Zu den Kunden der Agentur zähle laut Stern der Konzern Microsoft, welcher seit 2012 eine weltweite Kampagne gegen den Konkurrenten Google durchführe. Groebel bezog als vermeintlich unabhängiger Experte in der Öffentlichkeit mehrfach kritisch Stellung gegen Google. Laut Stern wirken die Auftritte von Groebel aus dieser Sicht wie „indirekte, verdeckte PR zu Lasten von Google“.

## Auszeichnungen
- Outstanding Contributions Award, International Council of Psychologists, Tokio, 1990
- Socrates-Lezing, Humanistisch Verbond, Amsterdam, 1996
- Ehrenmitgliedschaft der Vereinigung Europäischer Journalisten, 2001.

## Veröffentlichungen (Auswahl)

### Als Haupt- oder Koautor
- mit Uli Gleich: Gewaltprofilanalyse des deutschen Fernsehens. Leske & Budrich, 1992
- mit Walter Klingler: Kinder und Medien 1990: eine Studie der ARD/ZDF-Medienkommission. Unter Mitarbeit von Imme Horn und Karen Schönenberg, Nomos, Baden-Baden 1994
- Das neue Fernsehen: Mediennutzung, Typologie, Verhalten. Springer VS, Wiesbaden 2014

### Als Herausgeber
- mit Peter Winterhoff-Spurk: Empirische Medienpsychologie, München 1989
- mit Robert A.Hinde: Aggression and War. Cambridge University Press, 1991
- mit Robert A.Hinde: Cooperation and Prosocial Behaviour. Cambridge University Press, 1992
- mit Eli Noam und Darcy Gerbag: Internet Television. Lawrence Erlbaum Publishers, 2004
- mit Eli Noam und Valerie Feldmann: Mobile Media. Lawrence Erlbaum Publishers, 2006

### Aufsätze
- Fernseh- und Videogewalt: Der aktuelle Forschungsstand. In: Unterrichtswissenschaft 14 (2), 1987, S. 154–162
- Polittalk: (K)Ein Nachruf. In: Sascha Michel/Heiko Girnth (Hg.): Polit-Talkshows – Bühnen der Macht. Ein Blick hinter die Kulissen. Bonn: Bouvier. 2009. S. 68–82.